# Pascal Jules
Pascal Jules (La Garenne-Colombes, 22 de julho de 1961 - Bernay, 25 de outubro de 1987) foi um ciclista francês, que foi profissional entre 1982 e 1987 e o momento de sua morte, produzida num acidente rodoviário.
Após uma brilhante carreira amador, como profissional destaca uma vitória de etapa ao Tour de France de 1984.

## Palmarés
- 1982
  - 1º no Prêmio de Fontenay-salários-Bois
  - Vencedor de uma etapa no Critérium du Dauphiné Libéré
  - Vencedor de uma etapa na Tour de Luxemburgo
  - Vencedor de uma etapa no Tour de l'Avenir
  - Vencedor de uma etapa na Étoile des Espoirs
- 1983
  - 1º no Tour do Oise e vencedor de uma etapa
  - 1º no Circuito de Sarthe e vencedor de uma etapa
  - Vencedor de uma etapa do Tour de Armor
- 1984
  - 1º no Prêmio de Château-Chinon
  - 1º em Ronde des Pyrénées
  - 1º no Grande Prêmio de Saint-Raphaël
  - Vencedor de uma etapa no Tour de France
  - Vencedor de uma etapa no Tour de Midi-Pyrénées
- 1985
  - 1º no Circuito de Sarthe
- 1986
  - Vencedor de uma etapa no Tour de l'Avenir
- 1987
  - Vencedor de uma etapa na Volta à Andaluzia

### Resultados ao Tour de France
- 1983. 61º da classificação geral
- 1984. 21º da classificação geral. Vencedor de uma etapa
- 1986. Abandona (1ª etapa)
- 1987. 114º da classificação geral

### Resultados ao Giro d'Italia
- 1985. 85º da classificação geral

### Resultados à Volta a Espanha
- 1986. 87è da classificação geral